# لکسوس آی‌اس اف

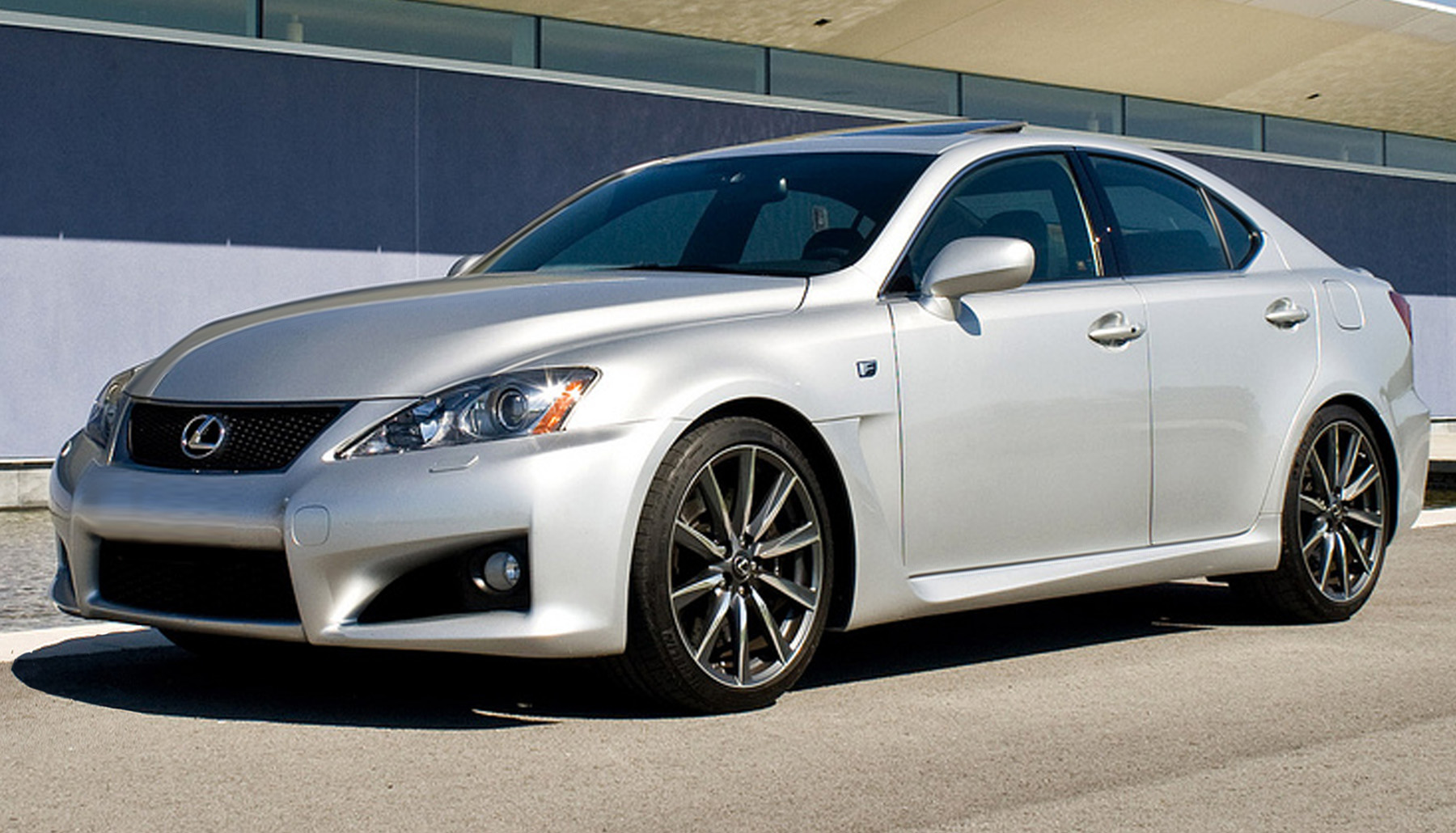

لکسوس آی‌اس اف (Lexus IS F) خودرویی است که از سال ۲۰۰۷ تا ۲۰۱۳ در استان آیچی و ژاپن تولید شده‌است. طراحی آن خودروهای موتور جلو-محور عقب بوده ‌است. سیستم جعبه‌دندهٔ آن ۸ دنده به صورت خودکار است.

ISF از موتوری ۸ سیلندر با قدرت ۴۱۲ اسب بخار بهره می برد.صفر تا ۱۰۰ این خودرو تنها ۴.۶ ثانیه می باشد. قیمت پایه این خودرو ۵۹۰۰۰ دلار می باشد.